# Публій Корнелій Бальб
Публій Корнелій Бальб (лат. Publius Cornelius Balbus, близько 98 до н. е. — після 72 до н. е.) — військовик Римської республіки.

## Життєпис
Походив з плебейського роду Корнеліїв Бальбів. Син Луція Корнелія Бальба Старшого. Мав іберійське походження. Його родина обіймала впливове місце у м. Гадес (сучасний Кадіс). Разом із братом Луцієм вступив до римського війська. Воював під орудою Гая Меммія, потім Гнея Помпея проти маріанців на чолі з Квінтом Серторієм, згодом проти Марка Перперни Вентона. У 72 році до н. е. після завершення війни разом з батьком й братом за законом Геллія-Корнеллія отримав римське громадянство. За деякими відомостями незабаром після цього помер у Гадесі (за іншою інформацією — у Римі).

## Родина
- Луцій Корнелій Бальб Молодший, проконсул Африки